# Carlos Felipe (político)
Carlos Felipe de Saraiva Bezerra (Crateús, 20 de setembro de 1960) é um médico e político brasileiro, formado em medicina pela Universidade Federal do Ceará, e membro do Partido Comunista do Brasil pelo qual foi deputado estadual.
É filho de Antonia Saraiva Cavalcante e Felipe Bezerra Cavalcante, nascido em 20 de setembro de 1960, no interior de Crateús na Fazenda São Cristóvão. Deu Inicio sua vida escolar na Escola da Dona Delite, sendo que posteriormente veio a estudar no Colégio Lourenço Filho e no Ginásio Pio XII. Em 1977 concluiu o 2º Grau no Colégio Cearense, residindo em Fortaleza.
Foi aprovado para o vestibular da concorrida Faculdade de Medicina da Universidade Federal do Ceará, em sétimo lugar no ano de 1980, curso concluído no ano de 1986, sendo pós graduado na Universidade Fluminense e no Instituto do Câncer no Estado do Rio de Janeiro em cirurgia geral e do câncer quatro anos depois no ano de 1990.
No ano de 1988 pela Universidade Federal do Ceará realizou mestrado. Passou a trabalhar por dois anos no Hospital do Câncer de Fortaleza como voluntário, vindo futuramente a ser contratado pela instituição, onde contribuindo de forma grandiosa para a criação de uma das maiores residências médicas do Brasil, também trabalhou em Crateús sua cidade nos Hospitais Geral e Gentil Barreira, hoje, Hospital de referência regional São Lucas de Crateús (HRRC).
Ainda como universitário deu inicio a sua vida política na década de 80, atuando sempre no meio estudantil começava a organizar se organizar ideologicamente como Esquerdista, também chegou a fazer parte do sindicato dos médicos.
Foi candidato a prefeito de Crateús no de 2004 pela primeira vez, muito embora não tenha obtido êxito, conseguiu uma grande votação, 18.324 votos. um retrato do que seria a próxima eleição. sendo que no ano de 2008 foi eleito prefeito da cidade de Crateús, no Ceará, para o mandato de 2008 a 2012. Anteriormente, Carlos Felipe disputara as eleições para prefeito de Crateús em 2004, sendo derrotado por José Almir Claudino Sales, do Partido do Movimento Democrático Brasileiro (PMDB). Em 2008 saiu vitorioso na disputa com Neném Coelho, do Partido da Social Democracia Brasileira (PSDB), e com o advogado Alexandre Macedo Maia, do Partido Socialismo e Liberdade (PSOL); o médico Carlos Felipe Saraiva Bezerra se elegeu pela coligação "Crateús Feliz e de Todos" (PCdoB, PT, PSL, PR, PRT e PHS).
Nas eleições de 2012 foi reeleito prefeito de Crateús elegendo a coligação "Vida Nova, na disputa com Ivan Claudino (PMDB). Em fevereiro de 2014 deixou a prefeitura municipal de Crateús para disputar, no mesmo ano, a uma vaga para deputado estadual do Ceará. sendo em 2018, reeleito deputado estadual a Ceará pelo Partido Comunista do Brasil (PCdoB) com 35 898 votos.